# مبدل‌پوش (فیلم ۱۹۱۴)
مبدل‌پوش (به انگلیسی: The Masquerader) فیلمی کوتاه و صامت، به نویسندگی و کارگردانی و بازی چارلی چاپلین و تولید سال ۱۹۱۴ می‌باشد.

## داستان
چارلی، بازیگری است که سرِ صحنه خرابکاری به بار می‌آورَد و کارگردان او را بیرون می‌کند؛ اما چارلی با چهرهٔ یک زن برمی‌گردد و کارگردان در او طمع می‌کند، اما وقتی می‌فهمد او چارلی است با او درگیر می‌شود و در نهایت چارلی به چاه آب می‌افتد.

## بازیگران
- چارلی چاپلین
- راسکو آرباکل
- چستر کانکلین
- چارلز ماری
- فریتز چیدا
- مینتا دارفی
- سیسیل آرنولد
- ویویان ادواردز
- هری مک‌کوی
- چارلی چیس
- جس دندی
- ویویَن اِدواردز